# Estados Unidos en los Juegos Olímpicos de Barcelona 1992
Estados Unidos estuvo representado en los Juegos Olímpicos de Barcelona 1992 por un total de 545 deportistas, 355 hombres y 190 mujeres, que compitieron en 28 deportes.
La portadora de la bandera en la ceremonia de apertura fue la atleta Francie Larrieu Smith.

## Medallistas
El equipo olímpico estadounidense obtuvo las siguientes medallas:
| Nombre | Deporte               | Competición                     |
| --- | --------------------- | ------------------------------- |
| Oro |                       |                                 |
| Gail Devers | Atletismo             | 100 m F                         |
| Gwen Torrence | Atletismo             | 200 m F                         |
| Evelyn Ashford Esther Jones Carlette Guidry Gwen Torrence Michelle Finn                                                  | Atletismo             | 4 × 100 m F                     |
| Jackie Joyner-Kersee | Atletismo             | Heptatlón F                     |
| Michael Marsh | Atletismo             | 200 m M                         |
| Quincy Watts | Atletismo             | 400 m M                         |
| Kevin Young | Atletismo             | 400 m vallas M                  |
| Michael Marsh Leroy Burrell Dennis Mitchell Carl Lewis James Jett                                                        | Atletismo             | 4 × 100 m M                     |
| Andrew Valmon Quincy Watts Michael Johnson Steve Lewis Darnell Hall Charles Jenkins                                      | Atletismo             | 4 × 400 m M                     |
| Carl Lewis | Atletismo             | Salto de longitud M             |
| Mike Conley | Atletismo             | Triple salto M                  |
| Mike Stulce | Atletismo             | Peso M                          |
| Equipo | Baloncesto            | Torneo M                        |
| Oscar de la Hoya | Boxeo                 | 60 kg M                         |
| Trent Dimas | Gimnasia              | Barra fija M                    |
| John Smith | Lucha libre           | 62 kg M                         |
| Kevin Jackson | Lucha libre           | 82 kg M                         |
| Bruce Baumgartner | Lucha libre           | 130 kg M                        |
| Nicole Haislett | Natación              | 200 m libre F                   |
| Janet Evans | Natación              | 800 m libre F                   |
| Summer Sanders | Natación              | 200 m mariposa F                |
| Nicole Haislett Angel Martino Jenny Thompson Dara Torres Ashley Tappin Crissy Ahmann-Leighton                            | Natación              | 4 × 100 m libre F               |
| Crissy Ahmann-Leighton Lea Loveless Anita Nall Jenny Thompson Janie Wagstaff Megan Kleine Summer Sanders Nicole Haislett | Natación              | 4 × 100 m estilos F             |
| Nelson Diebel | Natación              | 100 m braza M                   |
| Mike Barrowman | Natación              | 200 m braza M                   |
| Pablo Morales | Natación              | 100 m mariposa M                |
| Melvin Stewart | Natación              | 200 m mariposa M                |
| Joe Hudepohl Matt Biondi Tom Jager Jon Olsen Shaun Jordan Joel Thomas                                                    | Natación              | 4 × 100 m libre M               |
| Jeff Rouse Nelson Diebel Pablo Morales Jon Olsen David Berkoff Hans Dersch Melvin Stewart Matt Biondi                    | Natación              | 4 × 100 m estilos M             |
| Kristen Babb-Sprague | Natación sincronizada | Solo F                          |
| Karen Josephson Sarah Josephson                                                                                          | Natación sincronizada | Dúo F                           |
| Joe Jacobi Scott Strausbaugh                                                                                             | Piragüismo en eslalon | C2 M                            |
| Mark Lenzi | Saltos                | Trampolín 3 m M                 |
| Jennifer Capriati | Tenis                 | Individual F                    |
| Gigi Fernández Mary Joe Fernández                                                                                        | Tenis                 | Dobles F                        |
| Launi Meili | Tiro                  | Rifle en tres posiciones 50 m F |
| Mark Reynolds Harold Haenel                                                                                              | Vela                  | Star                            |
| Plata |                       |                                 |
| LaVonna Martin | Atletismo             | 100 m vallas F                  |
| Sandra Farmer-Patrick | Atletismo             | 400 m vallas F                  |
| Natasha Kaiser Gwen Torrence Jearl Miles Rochelle Stevens Denean Hill Dannette Young                                     | Atletismo             | 4 × 400 m F                     |
| Steve Lewis | Atletismo             | 400 m M                         |
| Tony Dees | Atletismo             | 110 m vallas M                  |
| Mike Powell | Atletismo             | Salto de longitud M             |
| Charles Simpkins | Atletismo             | Triple salto M                  |
| Jim Doehring | Atletismo             | Peso M                          |
| Chris Byrd | Boxeo                 | 75 kg M                         |
| Shannon Miller | Gimnasia              | Concurso completo ind. F        |
| Shannon Miller | Gimnasia              | Salto de potro F                |
| Dennis Koslowski | Lucha grecorromana    | 100 kg M                        |
| Larry Jones | Lucha libre           | 52 kg M                         |
| Kenny Monday | Lucha libre           | 74 kg M                         |
| Jenny Thompson | Natación              | 100 m libre F                   |
| Janet Evans | Natación              | 400 m libre F                   |
| Anita Nall | Natación              | 100 m braza F                   |
| Crissy Ahmann-Leighton                                                                                                   | Natación              | 100 m mariposa F                |
| Summer Sanders | Natación              | 200 m estilos F                 |
| Matt Biondi | Natación              | 50 m libre M                    |
| Jeff Rouse | Natación              | 100 m espalda M                 |
| Greg Burgess | Natación              | 200 m estilos M                 |
| Eric Namesnik | Natación              | 400 m estilos M                 |
| Shelagh Donohoe Cynthia Eckert Carol Feeney Amy Fuller                                                                   | Remo                  | Cuatro sin timonel (M4-) F      |
| Jeffrey McLaughlin William Burden Thomas Bohrer Patrick Manning                                                          | Remo                  | Cuatro sin timonel (M4-) M      |
| Scott Donie | Saltos                | Plataforma 10 m M               |
| Robert Foth | Tiro                  | Rifle en tres posiciones 50 m M |
| Mike Gebhardt | Vela                  | Lechner M                       |
| Brian Ledbetter | Vela                  | Finn M                          |
| Morgan Reeser Kevin Burnham                                                                                              | Vela                  | 470 M                           |
| Paul Foerster Stephen Bourdow                                                                                            | Vela                  | Flying Dutchman M               |
| Randy Smyth Keith Notary                                                                                                 | Vela                  | Tornado M                       |
| Kevin Mahaney Jim Brady Doug Kern                                                                                        | Vela                  | Soling M                        |
| Jason Morris | Judo                  | –78 kg M                        |
| Bronce |                       |                                 |
| Lynn Jennings | Atletismo             | 10 000 m F                      |
| Janeene Vickers | Atletismo             | 400 m vallas F                  |
| Jackie Joyner-Kersee | Atletismo             | Salto de longitud F             |
| Dennis Mitchell | Atletismo             | 100 m M                         |
| Dennis Mitchell | Atletismo             | 200 m M                         |
| Johnny Gray | Atletismo             | 800 m M                         |
| Jack Pierce | Atletismo             | 110 m vallas M                  |
| Joe Greene | Atletismo             | Salto de longitud M             |
| Hollis Conway | Atletismo             | Salto de altura M               |
| Dave Johnson | Atletismo             | Decatlón M                      |
| Equipo | Baloncesto            | Torneo F                        |
| Timothy Austin | Boxeo                 | 51 kg M                         |
| Erin Hartwell | Ciclismo en pista     | 1 km contrarreloj M             |
| Rebecca Twigg | Ciclismo en ruta      | Persecución ind. F              |
| Shannon Miller | Gimnasia              | Suelo F                         |
| Shannon Miller | Gimnasia              | Barras asimétricas F            |
| Wendy Bruce Dominique Dawes Shannon Miller Betty Okino Kerri Strug Kim Zmeskal                                           | Gimnasia              | Concurso completo por eqs. F    |
| Norman Dello Joio (Irish)                                                                                                | Hípica                | Saltos ind.                     |
| Robert Dover (Lectron) Carol Lavell (Gifted) Charlotte Bredahl (Monsieur) Michael Poulin (Graf George)                   | Hípica                | Doma por eqs.                   |
| Rodney Smith | Lucha grecorromana    | 68 kg M                         |
| Christopher Campbell | Lucha libre           | 90 kg M                         |
| Angel Martino | Natación              | 50 m libre F                    |
| Lea Loveless | Natación              | 100 m espalda F                 |
| Anita Nall | Natación              | 200 m braza F                   |
| Summer Sanders | Natación              | 400 m estilos F                 |
| Tom Jager | Natación              | 50 m libre M                    |
| David Berkoff | Natación              | 100 m espalda M                 |
| Joe Hudepohl Melvin Stewart Jon Olsen Doug Gjertsen Scott Jaffe Daniel Jorgensen                                         | Natación              | 4 × 200 m libre M               |
| Gregory Barton | Piragüismo            | K1 1000 m M                     |
| Dana Chladek | Piragüismo en eslalon | K1 F                            |
| Stephanie Pierson Anna Seaton                                                                                            | Remo                  | Dos sin timonel (W2-) F         |
| Mary Ellen Clark | Saltos                | Plataforma 10 m F               |
| Mary Joe Fernández | Tenis                 | Individual F                    |
| Julia Trotman | Vela                  | Europe F                        |
| Jennifer Isler Pamela Healy                                                                                              | Vela                  | 470 F                           |
| Equipo | Voleibol              | Torneo F                        |
| Equipo | Voleibol              | Torneo M                        |